# مايكل يان فريدمان
مايكل يان فريدمان (بالإنجليزية: Michael Jan Friedman)‏ (7 مارس 1955، نيويورك في الولايات المتحدة)؛ كاتب وروائي أمريكي.

## روابط خارجية
- مايكل يان فريدمان على موقع IMDb (الإنجليزية)
- مايكل يان فريدمان على موقع ميوزك برينز (الإنجليزية)
- مايكل يان فريدمان على موقع ديسكوغز (الإنجليزية)